# Oplaznik
Oplaznik – wieś w Chorwacji, w żupanii zagrzebskiej, w gminie Marija Gorica. W 2011 roku liczyła 77 mieszkańców.